# Kościół akademicki Wniebowzięcia Najświętszej Maryi Panny w Rybniku
Kościół akademicki Wniebowzięcia Najświętszej Maryi Panny w Rybniku – rzymskokatolicki kościół akademicki w Rybniku. Należy do dekanatu Rybnik archidiecezji katowickiej. Mieści się przy ulicy Gliwickiej. To najmniejszy a zarazem najstarszy kościół w Rybniku. Przez cały rok odprawiane są tu Msze święte w niedzielę o godz. 20.00, dodatkowo - od października do czerwca o godz. 11.00.

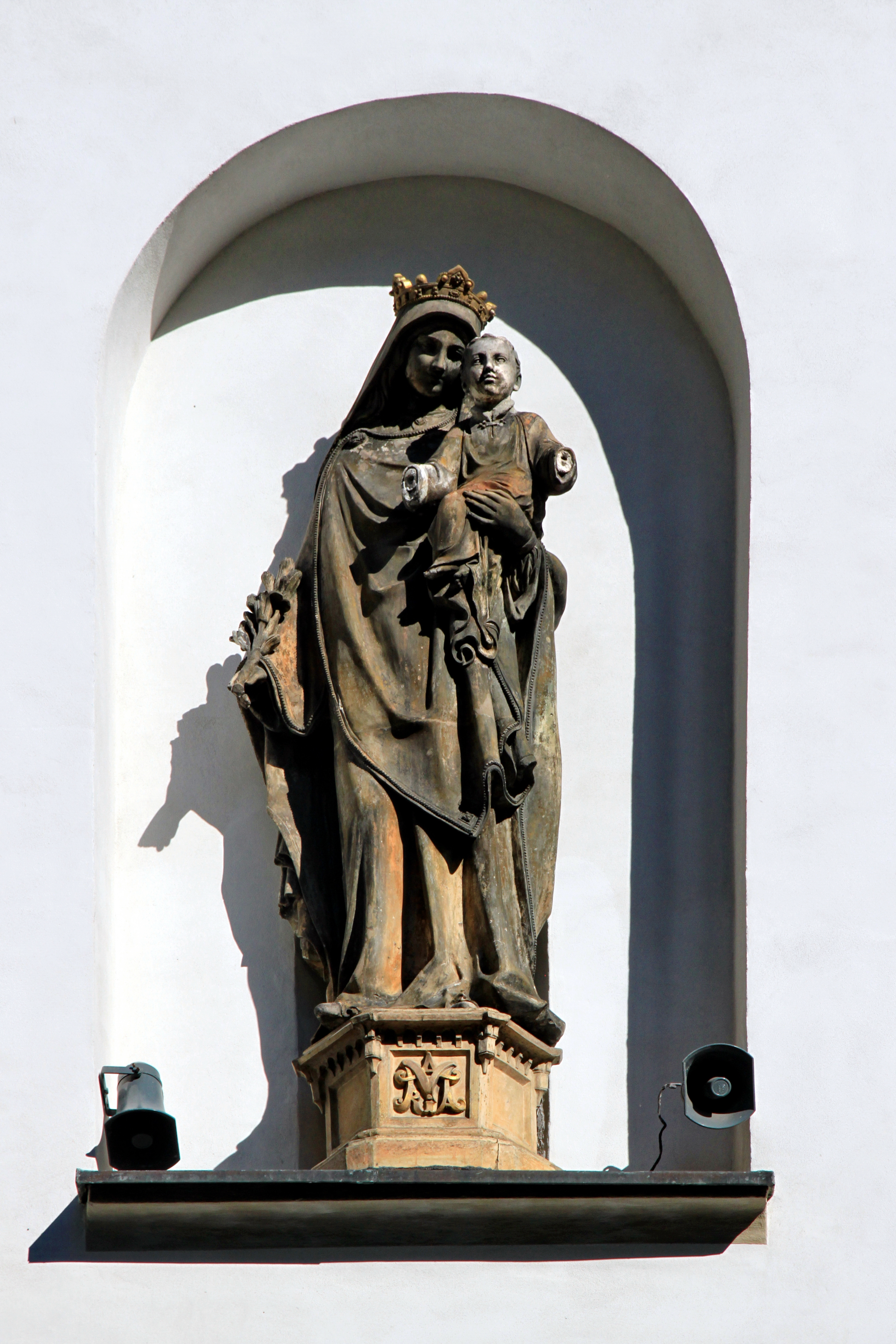
Figura Matki Boskiej z Dzieciątkiem nad wejściem

Kościół ten to zachowane gotyckie prezbiterium dawnej świątyni farnej. Budowla została wzniesiona w połowie XV wieku na miejscu wcześniejszej drewnianej świątyni, ufundowanej zapewne przez Mieszka I Plątonogiego w XII stuleciu. W 1797 roku zostały zniszczone: nawa i wieża świątyni, ocalało jedynie prezbiterium. Część cegieł z rozebranej nawy wykorzystano do budowy nowego kościoła farnego – kościoła pw. Matki Boskiej Bolesnej. Do 1975 roku była to kaplica cmentarna, otoczona najstarszą rybnicką nekropolią, zlikwidowaną w połowie lat siedemdziesiątych XX wieku. 
Jest to świątynia orientowana, murowana z cegły, wewnątrz zachowały się pozostałości gotyckiego sklepienia żebrowego. Wyposażenie wnętrza jest współczesne. Wewnątrz na posadzce znajduje się kamienna płyta pokrywająca grobowiec, gdzie spoczywają szczątki członków rodziny Węgierskich z Pilchowic. W kościele tym głosił kazania św. Jan Sarkander, podczas swojego pobytu w Rybniku w 1619 r. Jego imieniem nazwano park w którym znajduje się kościółek i przylegające do niego od południa lapidarium.
W lipcu 2012 r. rozpoczął się remont kościoła. Odrestaurowano stare mury z czerwonej cegły i posadzkę. Przed piaskowaniem wszystkie cegły wzmocniono specjalnymi preparatami. Po piaskowaniu wykuto cementowe fugi zastępując je wapiennymi, nawiązującymi do XV-wiecznego sposobu budowania. Na koniec mury zaimpregnowano, by nie wchłaniały zabójczej dla nich wilgoci. Jako że restauracja kościółka była połączona z montażem ogrzewania podłogowego, konieczne okazało się skucie betonowego podwyższenia, na którym stał ołtarz. Jak się okazało, przed laty w betonie tym, zapewne dla oszczędności materiału, utopiono oryginalne, barokowe stopnie ołtarzowe z piaskowca, które kiedyś zapewne zdobiły podwyższenie dawnego prezbiterium. Teraz po ich wydobyciu z betonu i oczyszczeniu stanowią front wykonanego na nowo podwyższenia, na którym stoi ołtarz; w niektórych widać jeszcze pozostałości ołowianych mocowań, prawdopodobnie dawnych balasek. Starą posadzkę skuto. Tworzyły ją płyty dawnej, oryginalnej posadzki, ale też zalany betonem gruz oraz całkiem już współczesne płyty chodnikowe. Nową posadzkę ułożono ze współczesnych płytek piaskowca imitujących jednak wiekową posadzkę. Płytki z oryginalnej posadzki dawnego kościoła ułożono wokół płyty zamykającej wejście do krypty znajdujące się w tylnej części kościółka. Podczas prac odsłonięto zalane wiele lat wcześniej betonem wejście do krypty znajdującej się pod kościołem.